# Джеймс и гигантский персик (мультфильм)
«Джеймс и гигантский персик» (англ. James and the Giant Peach) — музыкальный фэнтезийный фильм 1996 года режиссёра Генри Селика, основанный на одноимённой книге 1961 года Роальда Даля. Фильм продюсировал Тим Бёртон, вместе с которым Селик ранее уже работал над фильмом «Кошмар перед Рождеством». В фильме совмещаются игровое кино с живыми актёрами и кукольная анимация. Фильм получил в США возрастной рейтинг PG за «некоторые пугающие изображения».

## Сюжет
Мальчик по имени Джеймс Генри Троттер ведёт беззаботную жизнь вместе со своими родителями на берегу пляжа. Они планируют переехать в Нью-Йорк, в «Самое Большое Здание в городе», но случается несчастье — родители Джеймса погибают по вине «Носорога», появившегося из грозы. Вместо Нью-Йорка Джеймс попадает к двум своим мерзким тёткам. Они всячески помыкают Джеймсом и унижают его, заставляя делать абсолютно всю работу по дому.
Однажды Джеймс спасает жизнь пауку на своём чердаке. После этого мальчик встречает незнакомца, который знает, как нелегко ему сейчас живётся. Он дарит мальчику волшебные «языки крокодилов», которые обладают магическими свойствами. Пытаясь спрятать их, Джеймс поскальзывается и роняет драгоценный подарок на корни персикового дерева. Из-за этого небольшой персик неожиданно вырастает в гигантский. Тётки решают сделать на этом состояние и зазывают к себе туристов. Вечером Джеймс пробует персик, попадает внутрь и обнаруживает нескольких выросших чудесным образом насекомых: Сороконожку, Кузнечика, Червяка, Божью коровку, Паука (ту самую, которую он спас, но об этом он узнаёт позднее) и Светлячка.
Когда персик волей судьбы падает в океан, Джеймс понимает, что незнакомец помог ему отправиться в Нью-Йорк, и придумывает запрячь в персик чаек. Внезапно появляется механическая акула и замечает их «судно». Им удаётся поймать всю стаю птиц, и они взлетают в небо, а акула ломается и погибает. Ночью Джеймс просыпается от кошмарного сна и узнаёт, что по вине Сороконожки они сбились с курса. Тот признаётся, что всё врал про своё «знание мира» и на самом деле всего лишь читал какую-то книгу. В ледяной бухте, куда они приплыли, обнаруживается много затонувших кораблей, и Сороконожка под давлением совести вызывается достать с одного из них компас. Джеймс и Паук отправляются за ним и спасают его с компасом от скелетов корабля. Возвратившись на персик, Сороконожка вновь встаёт у руля и решает не засыпать на этот раз, но признательный Кузнечик вовремя сменяет его и уговаривает поспать. Он играет Джеймсу мелодии на скрипке, и вдруг они оказываются в облаках. К ним приближается тот «грозовой Носорог», который когда-то убил родителей Джеймса, но мальчик кричит ему, что он ненастоящий, и чудовище исчезает навсегда. Перед этим молния попадает в персик, и он вместе с Джеймсом падает вниз на Нью-Йорк, пока насекомые улетают на чайках.
Персик падает прямо на то здание, где Джеймс мечтал жить, и вскоре вокруг собирается толпа, а его спускают на землю вместе с чудо-фруктом. К несчастью, сюда приезжают и его тётки, но Джеймс отказывается возвращаться к ним и рассказывает обо всех издевательствах с их стороны. Хотя поначалу никто не верит в его рассказ о больших насекомых, в момент, когда и они спускаются вниз, доверие пропадает уже к самим тёткам. Дети просят у Джеймса разрешение попробовать персик, и все его новые друзья съедают его до косточки. Теперь он и остальные путешественники обосновываются в этой косточке в парке, а Джеймс снова и снова рассказывает о приключившемся с ним всем желающим.

## В ролях
- Пол Терри — Джеймс
- Саймон Кэллоу
- Ричард Дрейфусс
- Джейн Ливз
- Джоанна Ламли
- Мириам Маргулис
- Пит Постлетуэйт
- Сьюзен Сарандон
- Дэвид Тьюлис
- Дж. Стефен Койл

## Прокат
Мультфильм вышел в прокат в Канаде и США 12 апреля 1996 года, в Великобритании и Ирландии — 2 августа 1996 года, в ЮАР — 25 октября 1996 года, в Австралии — 3 апреля 1997 года, в России — 4 июня 2004 года.